# 9-Methylidenfluoren
9-Methylidenfluoren ist eine chemische Verbindung aus der Gruppe der substituierten Fluorene und strukturell mit 9-Methylfluoren verwandt.

## Gewinnung und Darstellung
9-Methylidenfluoren kann aus substituierten 9-Methylfluorenen hergestellt werden. So führt z. B. die Dehydratisierung von 9-Methylfluorenol zu diesem. Versuche, 9-Methylidenfluoren direkt aus 9-Methylfluoren herzustellen, waren lange erfolglos. So erhält man z. B. Phenanthren und nicht 9-Methylenfluorenol, wenn man ein Mol Wasserstoff aus einem Mol 9-Methylfluorenol abspaltet, indem man letzteres durch ein erhitztes Rohr leitet. Es existieren jedoch inzwischen Verfahren mit dem 9-Methylenfluoren direkt aus 9-Methylfluoren hergestellt werden kann, ohne dass zuvor substituierte Derivate des letzteren Stoffes hergestellt werden müssen.
9-Methylidenfluoren ist ein Produkt der Fmoc-Spaltungsreaktion.

## Eigenschaften
9-Methylidenfluoren ist ein weißer Feststoff, der löslich in Chloroform und Ethylacetat ist.